# Pherohapsis menziesi
Pherohapsis menziesi là một loài ếch trong họ Nhái bầu. Chúng là đại diện duy nhất của chi Pherohapsis. Đây là loài đặc hữu của Papua New Guinea.
Các môi trường sống tự nhiên của chúng là các khu rừng ẩm ướt đất thấp nhiệt đới hoặc cận nhiệt đới, các đồn điền, và vườn nông thôn.